# Nationalliga A Playoffs 1995
Die Nationalliga A Playoffs 1995 waren die Playoffs der Nationalliga A 1994/95, der höchsten Spielklasse des Handballs der Männer in der Schweiz. Sie waren die ersten Playoffs der Nationalliga A.

## Modus
Der Erste der Hauptrunde spielte gegen den Vierten und der Zweite gegen den Dritten die Halbfinals.
Die Sieger der Halbfinals spielten um den Schweizer-Meister-Titel.
Die Halbfinals und der Final wurden im Best-of-Three-Modus ausgetragen.

## Playoffs-Baum
|  | Halbfinal | Halbfinal             | Halbfinal | Halbfinal | Halbfinal |  |  | Final | Final            | Final | Final | Final |
|  |           |                       |           |           |           |  |  |       |                  |       |       |       |
|  |           |                       |           |           |           |  |  |       |                  |       |       |       |
|  | 1         | BSV Borba Luzern      | 22        | 27        | 26        |  |  |       |                  |       |       |       |
|  | 4         | ZMC Amicitia Zürich   | 21        | 28        | 19        |  |  |       |                  |       |       |       |
|  |           |                       |           |           |           |  |  | 1     | BSV Borba Luzern | 23    | 25    |       |
|  |           |                       |           |           |           |  |  | 2     | Pfadi Winterthur | 28    | 29    |       |
|  | 2         | Pfadi Winterthur      | 25        | 19        | 32        |  |  |       |                  |       |       |       |
|  | 3         | Kadetten Schaffhausen | 20        | 21        | 19        |  |  |       |                  |       |       |       |
|  |           |                       |           |           |           |  |  |       |                  |       |       |       |

## Spiele

### Halbfinals
Quelle:

#### (1) BSV Borba Luzern gegen (4) ZMC Amicitia Zürich
| Mittwoch, 8. März 1995 20:00 Uhr | BSV Borba Luzern            | 22 : 21  | ZMC Amicitia Zürich     | Maihofhalle, Luzern Zuschauer: 800 Schiedsrichter: Schneider & Burger |
| Mittwoch, 8. März 1995 20:00 Uhr | meiste Tore: Perkovac (7/3) | (12 : 9) | meiste Tore: Kovacs (7) | Maihofhalle, Luzern Zuschauer: 800 Schiedsrichter: Schneider & Burger |
| Mittwoch, 8. März 1995 20:00 Uhr | Strafen: 6×                 | [ 2 ]    | Strafen: 3×             | Maihofhalle, Luzern Zuschauer: 800 Schiedsrichter: Schneider & Burger |

| Samstag, 11. März 1995 17:30 Uhr | ZMC Amicitia Zürich        | 28 : 27   | BSV Borba Luzern             | Saalsporthalle, Zürich Zuschauer: 700 Schiedsrichter: Bürgin & Heutschi |
| Samstag, 11. März 1995 17:30 Uhr | meiste Tore: Kovacs (12/3) | (13 : 14) | meiste Tore: Perkovac (13/6) | Saalsporthalle, Zürich Zuschauer: 700 Schiedsrichter: Bürgin & Heutschi |
| Samstag, 11. März 1995 17:30 Uhr | Strafen: 5×                | [ 3 ]     | Strafen: 1×                  | Saalsporthalle, Zürich Zuschauer: 700 Schiedsrichter: Bürgin & Heutschi |

| Samstag, 18. März 1995 17:30 Uhr | BSV Borba Luzern            | 26 : 19   | ZMC Amicitia Zürich       | Maihofhalle, Luzern Zuschauer: 1000 Schiedsrichter: Schill & Rudin |
| Samstag, 18. März 1995 17:30 Uhr | meiste Tore: Perkovac (9/4) | (13 : 10) | meiste Tore: Kovacs (9/3) | Maihofhalle, Luzern Zuschauer: 1000 Schiedsrichter: Schill & Rudin |
| Samstag, 18. März 1995 17:30 Uhr | Strafen: 4×                 | [ 4 ]     | Strafen: 6×               | Maihofhalle, Luzern Zuschauer: 1000 Schiedsrichter: Schill & Rudin |

#### (2) Pfadi Winterthur gegen (3) Kadetten Schaffhausen
| Samstag, 11. März 1995 18:30 Uhr | Pfadi Winterthur            | 25 : 20  | Kadetten Schaffhausen   | Eulachhalle, Winterthur Zuschauer: 1500 Schiedsrichter: Schill & Rudin |
| Samstag, 11. März 1995 18:30 Uhr | meiste Tore: Spengler (6/1) | (13 : 6) | meiste Tore: Vass (6/5) | Eulachhalle, Winterthur Zuschauer: 1500 Schiedsrichter: Schill & Rudin |
| Samstag, 11. März 1995 18:30 Uhr | Strafen: 4×                 | [ 3 ]    | Strafen: 3×             | Eulachhalle, Winterthur Zuschauer: 1500 Schiedsrichter: Schill & Rudin |

| Samstag, 18. März 1995 16:30 Uhr | Kadetten Schaffhausen   | 21 : 19  | Pfadi Winterthur      | Dreifachhalle Schulhaus Breite, Schaffhausen Zuschauer: 1500 Schiedsrichter: Hartmann & Waldburger |
| Samstag, 18. März 1995 16:30 Uhr | meiste Tore: Vuga (8/2) | (11 : 8) | meiste Tore: Kang (6) | Dreifachhalle Schulhaus Breite, Schaffhausen Zuschauer: 1500 Schiedsrichter: Hartmann & Waldburger |
| Samstag, 18. März 1995 16:30 Uhr | Strafen: 3×             | [ 4 ]    | Strafen: 2×           | Dreifachhalle Schulhaus Breite, Schaffhausen Zuschauer: 1500 Schiedsrichter: Hartmann & Waldburger |

| Dienstag, 21. März 1995 19:30 Uhr | Pfadi Winterthur         | 32 : 19  | Kadetten Schaffhausen   | Eulachhalle, Winterthur Zuschauer: 1800 Schiedsrichter: Bürgi & Heutschi |
| Dienstag, 21. März 1995 19:30 Uhr | meiste Tore: Brunner (8) | (20 : 8) | meiste Tore: Vuga (8/4) | Eulachhalle, Winterthur Zuschauer: 1800 Schiedsrichter: Bürgi & Heutschi |
| Dienstag, 21. März 1995 19:30 Uhr | Strafen: 7×              | [ 5 ]    | Strafen: 5×             | Eulachhalle, Winterthur Zuschauer: 1800 Schiedsrichter: Bürgi & Heutschi |

### Final: (1) BSV Borba Luzern gegen (2) Pfadi Winterthur
| Sonntag, 26. März 1995 | BSV Borba Luzern                             | 23 : 28   | Pfadi Winterthur         | Maihofhalle, Luzern Zuschauer: 1200 Schiedsrichter: Bürgi & Heutschi |
| Sonntag, 26. März 1995 | meiste Tore: Perkovac (6/3) & Gjekstad (6/2) | (12 : 15) | meiste Tore: Brunner (9) | Maihofhalle, Luzern Zuschauer: 1200 Schiedsrichter: Bürgi & Heutschi |
| Sonntag, 26. März 1995 | Strafen: 6×                                  | [ 6 ]     | Strafen: 8×              | Maihofhalle, Luzern Zuschauer: 1200 Schiedsrichter: Bürgi & Heutschi |

| Donnerstag, 30. März 1995 18:30 Uhr TV: Schweiz 4 | Pfadi Winterthur            | 26 : 25 n. V.       | BSV Borba Luzern                       | Eulachhalle, Winterthur Zuschauer: 2100 Schiedsrichter: Schill & Rudin |
| Donnerstag, 30. März 1995 18:30 Uhr TV: Schweiz 4 | meiste Tore: Jae-won (10/6) | (9 : 10), (22 : 22) | meiste Tore: Gjekstad (5/2) & Rohr (5) | Eulachhalle, Winterthur Zuschauer: 2100 Schiedsrichter: Schill & Rudin |
| Donnerstag, 30. März 1995 18:30 Uhr TV: Schweiz 4 | Strafen: 4×                 | [ 8 ] [ 9 ]         | Strafen: 8×                            | Eulachhalle, Winterthur Zuschauer: 2100 Schiedsrichter: Schill & Rudin |

## Meistermannschaft von Pfadi Winterthur
| Schweizer Meister Pfadi Winterthur | Mannschaft: Torhüter: Michael Schnepf, Meinrad Landolt Feld: Roman Brunner, Christoph Kellenberger, Urs Schärer, Simon Dejung, Werner Huber, Daniel Spengler, Heinz Bollinger, Morten Schönfeldt, Gerry Wosahlik Flügel links: Stefan Schärer Rückraum Mitte: Jae-Won Kang Cheftrainer: Urs Mühlethaler Manager: Ernst Liniger |

## Zuschauer
|    | Verein                | Halle          | Spiele | Zuschauer | pro Spiel | Kapazität | Auslastung | ausverkauft |        |
| -- | --------------------- | -------------- | ------ | --------- | --------- | --------- | ---------- | ----------- | ------ |
| 1. | Pfadi Winterthur      | Eulachhalle    | 3      | 5400      | 1800      | 2300      | 078,26 %   | 0/3         | [ 11 ] |
| 2. | BSV Borba Luzern      | Maihofhalle    | 3      | 3000      | 1000      | 1100      | 090,90 %   | 1/3         | [ 12 ] |
| 3. | Kadetten Schaffhausen | Breite         | 1      | 1500      | 1500      | 1000      | 150,00 %   | 1/1         | [ 13 ] |
| 4. | ZMC Amicitia Zürich   | Saalsporthalle | 1      | 700       | 700       | 3000      | 023,33 %   | 0/1         | [ 14 ] |